# Scott B. Smith
Scott Bechtel Smith (n. 13 iulie 1965, Summit, New Jersey, SUA) este un autor american și scenarist, absolvent al Universității Columbia. El a publicat romanele A Simple Plan  și The Ruins.. Adaptarea din 1998 pentru marele ecran a romanului A Simple Plan i-a adus o nominalizare la Oscar. După romanul The Ruins a fost realizat filmul horror The Ruins din 2008.

## Aprecieri
Stephen King a numit romanul The Ruins: „Cel mai bun roman horror al noului secol”. De asemenea, Stephen King a declarat despre romanul A Simple Plan că este „pur și simplu cel mai bun roman de suspans al anului”.

## Traduceri
- Slovak (de Katarína Jusková): Ruiny. - Bratislava : Ikar 2006. ISBN 978-80-551-1369-2